# Liste von Hausorgeln
Diese Liste von Hausorgeln verzeichnet Instrumente, die in privaten Gebäuden aufgestellt sind oder waren.
| Erbauer | Baujahr               | Besitzer                  | Ort                                | Bild | Klaviaturen                       | Register                   | Disposition | Bemerkungen |
| --- | --------------------- | ------------------------- | ---------------------------------- | ---- | --------------------------------- | -------------------------- | ----------- | --- |
| Albert Alain | 1910 Baubeginn        | Albert Alain              | Saint-Germain-en-Laye              |      | IV/P                              | 43                         | Disposition | Seit 1991 im Kloster Romainmôtier |
| Edwin & John-Albert Abbey | 1890                  | Henri Mulet               | Triel-sur-Seine                    |      | II/P                              | 16                         | Disposition | Seit 1927 in der Kirche St-Martin (Triel-sur-Seine) |
| Eigenbau zusammen mit Van den Heuvel | 1999–2000             | Ben van Oosten            |                                    |      | III/P                             | 19                         | Disposition | |
| Aristide Cavaillé-Coll | 1896                  | Albert Dupré              | Rouen                              |      | II/P                              | 11                         | Disposition | Jetzt in der Kathedrale von Rouen |
| Victor Gonzales | 1967                  | Maurice Duruflé           | Paris                              |      | III/P                             | 23, 9 Extensionen          | Disposition | Die Orgel steht noch in der ehemaligen Wohnung von Maurice Duruflé, Kurator des Instruments ist Frederic Blanc |
| Mutin-Cavaillé-Coll | 1899                  | Alexandre Guilmant        | Meudon                             |      | III/P                             | 28                         | Disposition | Die Orgel kam 1926 in den Besitz von Marcel Dupré |
| Mutin-Cavaillé-Coll, erweitert durch Joseph Beuchet | 1899/1934             | Marcel Dupré              | Meudon                             |      | IV/P, Traktur 1934 elektrifiziert | 34                         | Disposition | Vorbesitzer der Orgel war Alexandre Guilmant |
| Aristide Cavaillé-Coll | 1892                  | Charles Marie Widor       | Paris                              |      | II/P                              | 10                         |             | Seit 1985 in der Kirche Saint-Rémy in Selongey |
| Mutin-Cavaillé-Coll | 1899                  | Louis Vierne              | Paris                              |      | II/P                              | 10                         |             | Seit 1998 in Saint-Pierre de Louvrais in Pontoise, zuvor in der dortigen Kathedrale. |
| Joseph Gutschenritter | 1922                  | Léonce de Saint-Martin    | Paris                              |      | III/P                             | 19                         |             | 1959 aufgegangen in einem technischen Neubau durch Beuchet-Debierre für die Kirche Notre-Dame de l'Assomption de Passy im XVI Arrondissement von Paris. |
| Paul Ott | 1938                  | Hugo Distler              |                                    |      | II/P                              | 17                         | Disposition | Heute in St. Jakobi in Lübeck |
| Aristide Cavaillé-Coll | 1879                  | Charles Gounod            |                                    |      | II/P                              | 11 (14)                    | Disposition | Seit 1937 im l’Institut Régional des Sourds et Aveugles de Bordeaux, seit 2020 in St-Pierre de La Sauve. |
| Johann Peter Migendt und Ernst Julius Marx | 1755                  | Anna Amalie von Preußen   | Berliner Schloss                   |      | II/P                              | 22                         | Disposition | Seit 1960 in der Kirche Zur frohen Botschaft in Berlin |
| Aristide Cavaillé-Coll | 1898                  | Baron Albert de l’Espée   | Schloss Ilbarritz                  |      | IV/P                              | 67                         | Disposition | Seit 1919 in Sacré-Cœur de Montmartre |
| Eberhard Friedrich Walcker | 1937–1947             | Hugo Körtzinger           | Hugo-Körtzinger-Atelier in Schnega |      | III/P                             | 30, 31 Transmissionen      | Disposition | 2015 Restauration durch Christian Scheffler |
| Rudolf von Beckerath Orgelbau | 1991                  | Helmut Kickton            | Bad Kreuznach                      |      | II/P                              | 3                          |             | Das ganze Pfeifenwerk der Orgel steht im Gehäuse, welches durch einen drehbaren Schwellmechanismus verschlossen ist. |
| Rudolf Janke | 1974                  | Wolfgang Rübsam           | Evanston (Illinois)                |      | II/P                              | 5                          |             | |
| Karl Bormann | 1956–1959             | selbst gebaute Hausorgel  | München                            |      | III/P                             | 22                         | Disposition | Karl Bormann ist Verfasser eines Standardwerkes zum Hausorgelbau: Heimorgelbau. Merseburger, Berlin 1972. |
| Hugo Mayer Orgelbau | 1967                  | Paul Schneider            | Saarbrücken                        |      | III/P                             | 12                         | Disposition | Nach dem Tod von Paul Schneider wurde die Orgel in der Pfarrkirche Mariä Heimsuchung in Farschweiler aufgestellt. |
| Orgelbau Merten | 1976                  | Hausorgel Klaus Germann   | Opladen/Hamburg                    |      | III/P                             | 3                          |             | Die Orgel ging später in den Besitz von Christoph Schoener über. |
| Hugo Mayer Orgelbau | 1984                  | Günther Kaunzinger        | Helmstadt Haus Capriccio           |      | III/P                             | 34                         | Disposition | |
| Paul Ott | 1949                  | Erhard Quack              |                                    |      | II/P                              | 9                          | Disposition | Seit etwa 2000 in der Marienkapelle von St. Hildegard in St. Ingbert. |
| Johannes Rohlf | 1982                  | Roland Götz               | Augsburg                           |      | I                                 | 5                          |             | Hausorgel nach italienischen Vorbildern |
| Arp Schnitger | 1694                  | Johann Friedrich Mayer    | Hamburg/Greifswald/Deyelsdorf      |      | I/P                               |                            | Disposition | Seit 1741/42 in der Kirche Deyelsdorf |
| Klaus Becker | 1977                  | Neithard Bethke           | Ratzeburg                          |      | II/P                              | 12                         | Disposition | |
| Johannes Rohlf | 2003                  | Ludger Lohmann            | Lindau                             |      | III/P                             | 14                         | Disposition | |
| Friedhelm Deis | 1960 Baubeginn        | Friedhelm Deis            | Witten                             |      | II/P                              | 19                         | Disposition | |
| Förster & Nicolaus Orgelbau | 1956                  | Helmut Walcha             | Frankfurt am Main                  |      | II/P                              | 12                         | Disposition | |
| Norbert Krieger | 1985                  | Hans Leitner              | München/Neuhausen                  |      | II/P                              | 11                         | Disposition | wegen Umzug verkauft |
| E. F. Walcker & Cie. | 1960                  | Wolfgang von Karajan      | Salzburg                           |      | II/P                              | 15                         | Disposition | |
| Paul Ott | 1935                  | Ludwig Doormann           | Göttingen                          |      | II/P                              | 10                         | Disposition | |
| Friedrich Weigle | 1940                  | Walter Supper             | Esslingen am Neckar                |      | II/P                              | 9                          |             | heute als Leihgabe der Tochter Uta Henning im Orgelbaumuseum Ostheim vor der Rhön |
| Riegner & Friedrich | 1985                  | Josef Miltschitzky        | Ottobeuren                         |      | III/P                             | 8                          |             | mit Koppelmanual → Orgel |
| Hubertus von Kerssenbrock | 1996                  |                           | Birkenstein                        |      | I/P                               | 5                          |             | Genauer Standort und Erhaltungszustand nicht geklärt. |
| Johannes Führer | 1999                  | Franz Ballon              | Waldsassen                         |      | II/P                              | 4                          |             | |
| Ekkehard Simon | 1974                  | Meindl                    | Penzing                            |      | II/P                              | 12                         |             | |
| Marcus Stahl | 2020                  | Julie & Mads Damlund      | Kopenhagen                         |      | II/p                              | 3                          |             | eine Wechselschleife → Orgel |
| Jürgen Ahrend | 1990                  |                           | Celle                              |      | II/P                              | 11                         |             | 2014 umgesetzt ins Organeum Weener → Orgel |
| Hermann Eule | 1959                  | Hans Kühnemund            | Halberstadt                        |      | II/P                              | 11                         |             | Meisterstück von Hans Eule; 1994 zurückgekauft durch Eule, ab 1995 Interimsinstrument, seit 1998 im Epilepsiezentrum Kleinwachau → Orgel |
| Sieghart Mohrmann | 1983                  | Joachim Frisius           | Berlin-Lichterfelde                |      | I/P                               | 5                          |             | geteilte Schleifen mit zwei wählbaren Trennungspunkten, Pedal als Transmission der Bassseite; seit 2017 in der Orgelsammlung Sietze de Vries in Niezijl (NL) (Bild u. Link) → Orgel |
| Gerhard Schmid | vermutl. 1980er Jahre | Irmgard Frank             | Memmingen                          |      | II/P                              | 6                          | Disposition | Serienorgel „Schmid Kleinorgel 68“; Register als Transmissionen frei zuordenbar, 2018 umgesetzt ins Amendinger Schlössle (Gemeindehaus von St. Martin; Bild) |
| Carl Friedrich Wilhelm Böttcher | 1880er Jahre          | Akseli Gallen-Kallela     | Ruovesi (FIN)                      |      | II/P                              | 8                          |             | 1900 gebraucht aus Deutschland gekauft, 1966 umdisponiert → Orgel |
| Orgelbau Schulte | 1982                  | Paul Wißkirchen           | Odenthal                           |      | III/P                             | 8                          | Disposition | 2005 verkauft und versetzt |
| Gebr. Jehmlich (Otto & Rudolf) | 1942                  | Paul Posselt              |                                    |      | II/P                              | 9                          |             | 1945 Erwerb durch Herbert Collum, nach seinem Tod um 1985 Einlagerung, 2021 Erwerb durch Holger Gehring (Bild u. Link) →Orgel |
| Karl Gustav Wikström | 1905                  | Emil Wikström             | Valkeakoski (Finnland)             |      | II/P                              | 5                          |             | 1 Transmission → Orgel |
| Henk Klop | 1986                  | Ruben Sturm               | München                            |      | II/P                              | 7                          |             | seit 2022 im Besitz von Ruben Sturm, in diesem Zuge Erweiterung um einen neuen Subbass 16' durch Orgelbau Andreas Rösel. → Orgel |
| Rudolf Janke | 1998                  | Rudolf Janke              | Bühle                              |      | II/P                              | 3                          |             | → Orgel |
| Förster & Nicolaus Orgelbau Berghöfer Orgelbau, Marburg Freiburger Orgelbau Hartwig und Tilmann Späth Andreas Seul, Orgel- und Spieltischbau, Hüttenberg | 1955 / 2008 / 2025    | Clemens Matthias Wunderle | Gernsheim                          |      | II/P                              | 28 (35) + 2 Effektregister |             | Teilweise Pfeifenwerk der früheren Orgeln von St. Ludwig Darmstadt (Förster & Nicolaus 1955, 2005 ersetzt) und der Ev. Kirche Wirges (F & N 1954). Besonderheit: Bombardwerk (Bombarde 16' aus der früheren OESA-Orgel der Kathedrale Basílica del Pilar in Saragossa). Mithilfe der Auszüge auf den Einzeltonladen werden 35 Register gewonnen. → Orgel |
| Paul Ott | 1974                  | Paul Damjakob             | Würzburg                           |      | III/P                             | 15                         |             | → Orgel |